# Sarthroviridae
Sarthroviridae ist eine Familie von Einzelstrang-RNA-Viren positiver Polarität. Sie sind Satellitenviren, die zur Replikation auf ein Helfervirus angewiesen sind. Die Familie umfasst derzeit (Stand Juni 2024) nur die einzige Gattung Macronovirus mit der einzigen Spezies (Art), Macronovirus macrobrachii (früher Macrobrachium satellite virus 1) bezeichnet wird, da sie als Helfervirus „Macrobrachium rosenbergii nodavirus“ (MrNV, Familie Macrobrachium rosenbergii) benötigt, eine vom International Committee on Taxonomy of Viruses (ICTV) bisher noch nicht bestätigte Spezies aus der Familie Nodaviridae.

## Forschungsgeschichte und Isolate
Die ersten Viren dieser Familie wurden im Jahr 2005 entdeckt, wobei auch die symbiotische Verbindung mit Viren der Familie Nodaviridae gefunden wurde, die selbst Tiere infizieren.
Referenzstamm der Spezies ist das Extra small virus (XSV) alias Macrobrachium rosenbergii XSV virus.
Weitere Viren in dieser Spezies sind:
- XSV-Ch (Isolat: China)
- XSV-Th (Isolat: Taiwan)
- XSV-In (Isolat: India)
- XSV-M23 (Isolat: M23)
- XSV-M298 (Isolat: M298)
- XSV-M299 (Isolat: M299)
- XSV-M308 (Isolat: M308)

## Beschreibung

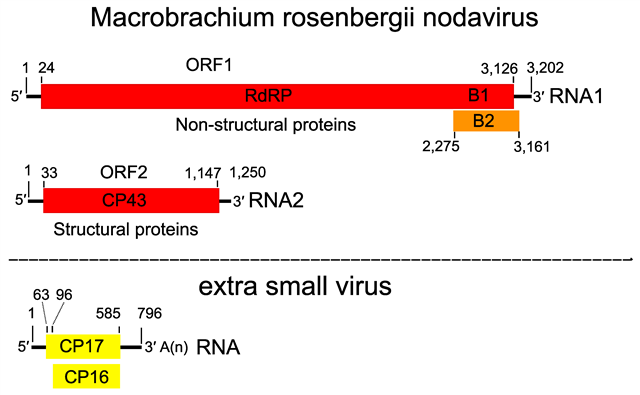
Genomkarte von MrNV (oben) und XSV (Spezies Macrobrachium satellite virus 1, unten)

Genomkarte der Sarthroviridae, d. h. der Spezies Macrobrachium satellite virus 1, andere Darstellung

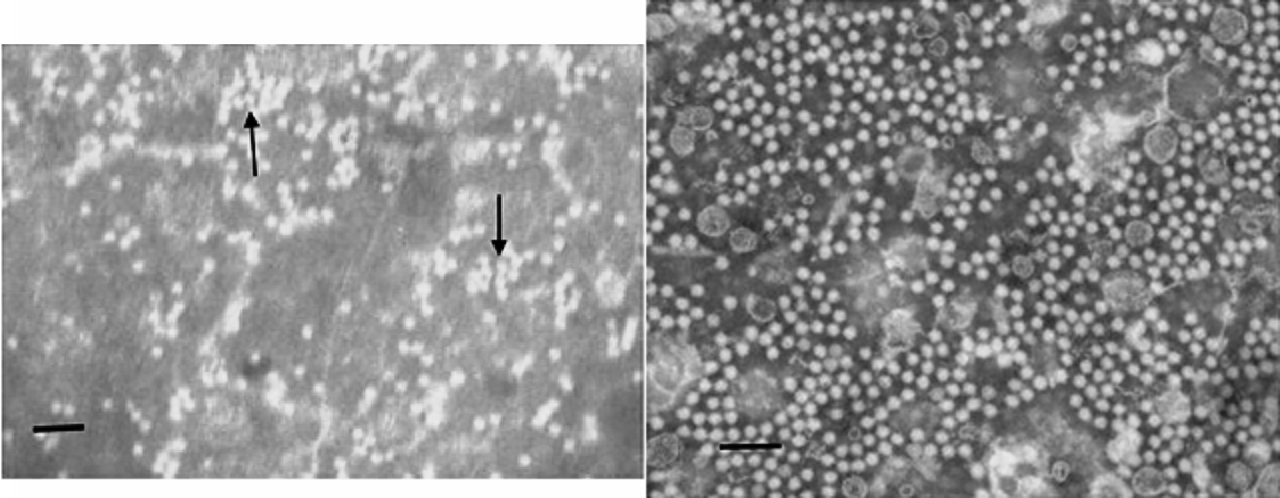
TEM-Aufnahme von Partikeln des XSV (links, Balken 50 nm) und des MrNV (rechts, Balken 100 nm)

Die Virionen (Viruspartikel) sind kugelförmig mit isometrisch-ikosaedrischer Geometrie bei einem Durchmesser von 15 nm. Den Virionen fehlt eine Virushülle.
Das Genom besteht aus einer linearen Einzelstrang-RNA positiver Polarität mit einer Länge von 796 nt (Nukleotiden). Es kodiert einen einzigen Offenen Leserahmen (open reading frame, ORF), der in zwei Proteine CP17 und CP16 von ca. 17 respektive 16 kDa (Kilodalton) translatiert. Die genomische RNA enthält im Gegensatz zu anderen Satellitenviren einen kurzen Poly(A)-Schwanz von 15–20 nt am 3′-Ende.
Die Virionen replizieren mit Hilfe der RNA-abhängigen RNA-Polymerase (RdRP) ihrer Helferviren (der Nodaviridae), von denen sie Proteine zur Vervollständigung ihres Proteinkapsids „stehlen“. Das Prinzip ist ähnlich wie beim Hepatitis-D-Virus, das sich als Satellitenvirus Kapsidproteine von seinem Helfervirus, dem Hepatitis-B-Virus „borgt“, auch wenn zwischen beiden Satellitenviren offenbar keine phylogenetische Verwandtschaft besteht.
Die Sarthroviridae können erst dann mit der Replikation beginnen, wenn die Nodaviren ihre tierischen Wirte ko-infiziert haben.

## Vorkommen
XSV und MrNV wurden in Wasserinsekten verschiedener Arten nachgewiesen, die aus Aufzuchtteichen mit Rosenberggarnelen (Großarmgarnelen der Spezies Macrobrachium rosenbergii) gefunden wurden, die mit MrNV und XSV ko-infiziert waren. Beide Viren konnten sich auch in Zelllinien von Stechmücken (Moskitos) replizieren, was darauf schließen lässt, dass aquatische Insekten als Vektoren für die Übertragung von XSV und MrNV dienen.